# Xanthisthisa
Xanthisthisa là một chi bướm đêm thuộc họ Geometridae.